# Heldburg
Heldburg este oraș din landul Turingia, Germania. Se află la o altitudine de 292 m deasupra nivelului mării. Are o suprafață de 112,74 km². Populația este de 3.322 locuitori, determinată în 31 decembrie 2023, prin actualizare statistică[*]. Orașul a fost înființat pe 1 ianuarie 2019 prin fuziunea comunelor Bad Colberg-Heldburg, Hellingen și Gompertshausen.